# Oxygyne hyodoi
Oxygyne hyodoi är en enhjärtbladig växtart som beskrevs av C.Abe och Akasawa. Oxygyne hyodoi ingår i släktet Oxygyne och familjen Burmanniaceae. Inga underarter finns listade i Catalogue of Life.